# Mirnes Šišić
Mirnes Sead Šišić (Mostar, 8 agosto 1981) è un ex calciatore sloveno, di ruolo centrocampista.

## Carriera

### Club

#### Gli esordi
Incomincia la carriera calcistica nel 2001 entrando nella prima squadra del Rudar Velenje squadra di 1. SNL iniziando a giocare qualche incontro di 1. SNL 2001-02. Al fine del campionato la squadra raggiunge con largo scarto la salvezza. Nell'anno successivo il Rudar retrocede e Šišić parte per la Grecia, andando all'Ilisiakos FC dove gioca mezza stagione da titolare realizzando 4 reti in 14 partite nella stagione 2003-2004 prima di passare al Larissa.

#### In Grecia
Arriva nel 2004 al Larissa, squadra greca che solo nel 2005 arriverà a giocare in Super League Greece giungendo all'ottavo posto in campionato.
Si trasferisce al Levadeiakos nel 2007, sempre in Grecia prima di trasferirsi a gennaio all'Īraklīs dove esordisce il 3 febbraio 2007 in Iraklis-Atromītos 2-3, dove Šišić entra a 10 minuti dalla fine subentrando a Dimitrios Mavrogenidis sull'1-1, partita valida per la ventesima giornata di campionato. Nella stagione 2007-08 torna al Levadiakos giocando pochi incontri prima di passare a gennaio 2008 all'Olympiacos per 500.000 euro. Conclude la stagione con il trionfo in campionato e in supercoppa nazionale. Nel 2009 arriva alla Stella Rossa di Belgrado, squadra serba con cui trascorre mezza stagione e verso aprile la società in piena crisi, non riesce più a pagare gli stipendi ai calciatori tanto che Šišić viene sfrattato. Come la maggior parte dei calciatori della Stella Rossa decide di partire, lasciando la squadra serba, lui va al PAS Giannina dove realizza una doppietta il 30 gennaio 2010 nel suo derby dell'ex ovvero in PAS Giannina-Larissa 2-0 dove realizza due reti in dieci minuti. Il PAS Giannina retrocederà in seconda divisione in questa stagione. Ritornerà all'Iraklis nell'estate 2010.

### Nazionale
Dal 2008 al 2012 fa parte della nazionale slovena. Nonostante fosse tra i ventisei probabili alla partenza per il Mondiale 2010 svoltosi in Sudafrica viene escluso nella lista definitiva, giocando comunque ben cinque incontri di qualificazione.

## Statistiche

### Cronologia presenze e reti in nazionale
| Cronologia completa delle presenze e delle reti in nazionale ― Slovenia | Cronologia completa delle presenze e delle reti in nazionale ― Slovenia | Cronologia completa delle presenze e delle reti in nazionale ― Slovenia | Cronologia completa delle presenze e delle reti in nazionale ― Slovenia | Cronologia completa delle presenze e delle reti in nazionale ― Slovenia | Cronologia completa delle presenze e delle reti in nazionale ― Slovenia | Cronologia completa delle presenze e delle reti in nazionale ― Slovenia | Cronologia completa delle presenze e delle reti in nazionale ― Slovenia |
| Data                                                                    | Città                                                                   | In casa                                                                 | Risultato                                                               | Ospiti                                                                  | Competizione                                                            | Reti                                                                    | Note                                                                    |
| ----------------------------------------------------------------------- | ----------------------------------------------------------------------- | ----------------------------------------------------------------------- | ----------------------------------------------------------------------- | ----------------------------------------------------------------------- | ----------------------------------------------------------------------- | ----------------------------------------------------------------------- | ----------------------------------------------------------------------- |
| 6-2-2008                                                                | Nova Gorica                                                             | Slovenia                                                                | 1 – 2                                                                   | Danimarca                                                               | Amichevole                                                              | -                                                                       | 65’ 75’                                                                 |
| 26-3-2008                                                               | Zalaegerszeg                                                            | Ungheria                                                                | 0 – 1                                                                   | Slovenia                                                                | Amichevole                                                              | 1                                                                       |                                                                         |
| 26-5-2008                                                               | Göteborg                                                                | Svezia                                                                  | 1 – 0                                                                   | Slovenia                                                                | Amichevole                                                              | -                                                                       | 71’                                                                     |
| 20-8-2008                                                               | Maribor                                                                 | Slovenia                                                                | 2 – 3                                                                   | Croazia                                                                 | Amichevole                                                              | 1                                                                       | 75’                                                                     |
| 6-9-2008                                                                | Breslavia                                                               | Polonia                                                                 | 1 – 1                                                                   | Slovenia                                                                | Qual. Mondiali 2010                                                     | -                                                                       |                                                                         |
| 10-9-2008                                                               | Maribor                                                                 | Slovenia                                                                | 2 – 1                                                                   | Slovacchia                                                              | Qual. Mondiali 2010                                                     | -                                                                       | 85’                                                                     |
| 11-10-2008                                                              | Maribor                                                                 | Slovenia                                                                | 2 – 0                                                                   | Irlanda del Nord                                                        | Qual. Mondiali 2010                                                     | -                                                                       | 67’ 80’                                                                 |
| 15-10-2008                                                              | Teplice                                                                 | Rep. Ceca                                                               | 1 – 0                                                                   | Slovenia                                                                | Qual. Mondiali 2010                                                     | -                                                                       | 65’                                                                     |
| 19-11-2008                                                              | Maribor                                                                 | Slovenia                                                                | 3 – 4                                                                   | Bosnia ed Erzegovina                                                    | Amichevole                                                              | -                                                                       | 46’                                                                     |
| 11-2-2009                                                               | Genk                                                                    | Belgio                                                                  | 2 – 0                                                                   | Slovenia                                                                | Amichevole                                                              | -                                                                       | 64’                                                                     |
| 28-3-2009                                                               | Maribor                                                                 | Slovenia                                                                | 0 – 0                                                                   | Rep. Ceca                                                               | Qual. Mondiali 2010                                                     | -                                                                       | 9’ 86’                                                                  |
| 3-3-2010                                                                | Maribor                                                                 | Slovenia                                                                | 4 – 1                                                                   | Qatar                                                                   | Amichevole                                                              | -                                                                       | 64’                                                                     |
| 26-5-2012                                                               | Kufstein                                                                | Grecia                                                                  | 1 – 1                                                                   | Slovenia                                                                | Amichevole                                                              | -                                                                       | 46’                                                                     |
| 15-8-2012                                                               | Lubiana                                                                 | Slovenia                                                                | 4 – 3                                                                   | Romania                                                                 | Amichevole                                                              | -                                                                       | 80’                                                                     |
| 16-10-2012                                                              | Tirana                                                                  | Albania                                                                 | 1 – 0                                                                   | Slovenia                                                                | Qual. Mondiali 2014                                                     | -                                                                       | 73’                                                                     |
| Totale                                                                  |                                                                         | Presenze                                                                | 15                                                                      |                                                                         | Reti                                                                    | 2                                                                       |                                                                         |

## Palmarès

### Club
- Campionato greco: 1

Olympiacos: 2007-2008
- Supercoppa di Grecia: 1

Olympiacos: 2007